# Thornea
Thornea é um género botânico pertencente à família Hypericaceae, com somente duas espécies.

## Espécies
- Thornea calcicola
- Thornea matudae

## Nome e referências
Thornea Breedlove & E.M.McClint.